# Honda N-VAN

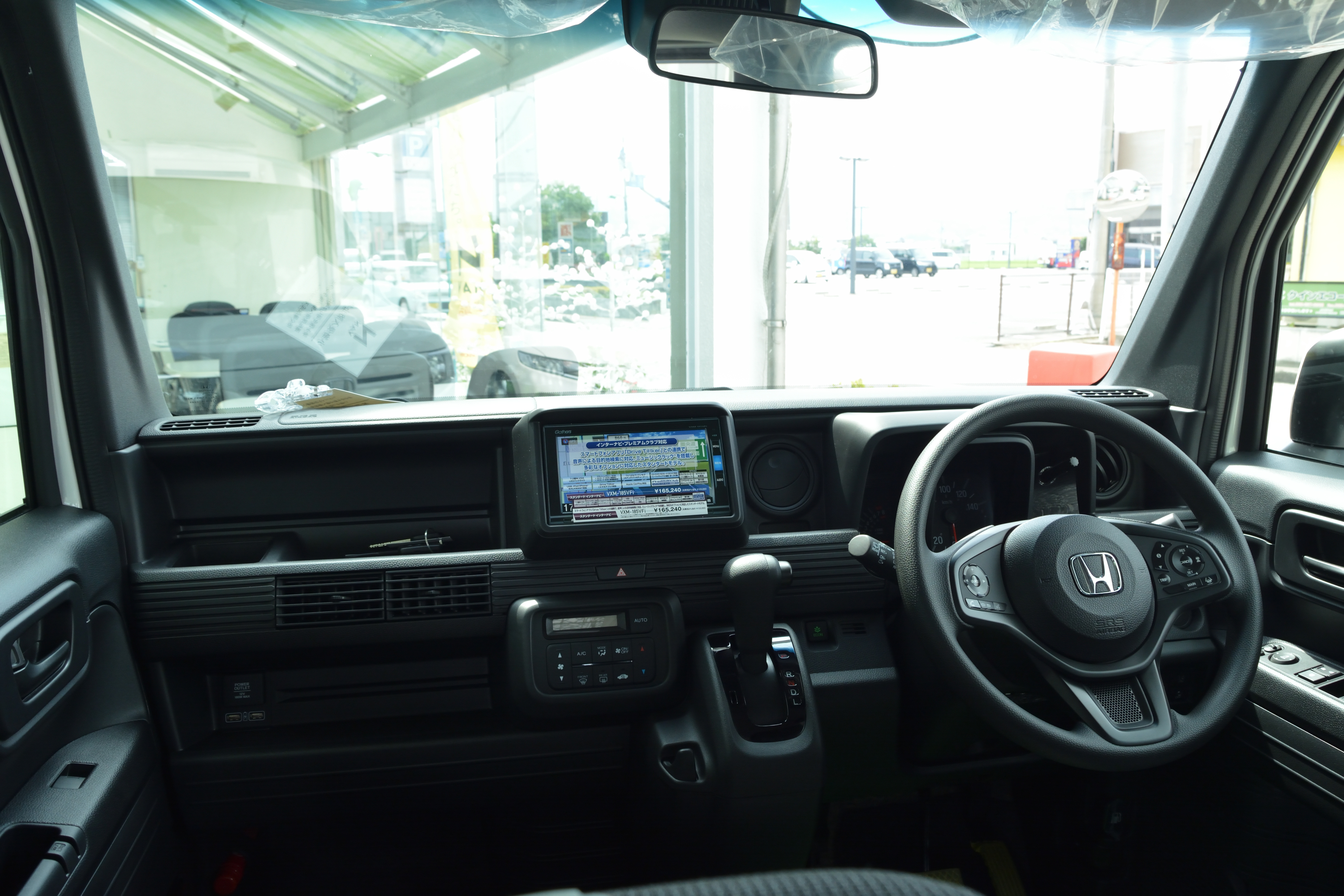
Interior (L)

El Honda N-VAN (ホンダ・N-VAN, Honda Enu-Ban) és un automòbil lleuger o kei car produït pel fabricant d'automòbils japonés Honda des de l'any 2018. L'N-VAN forma part de la renovada gama kei de Honda, la sèrie N. Temporalment, l'N-WGN substitueix als Honda Acty i Honda Vamos dins del segment de furgonetes kei de la marca. Els seus models rivals són la Suzuki Carry, la Daihatsu Hijet i els seus derivats en altres marques.
El model fou desenvolupat amb la intenció de donar una "nova aparença" al vehicle comercial que suposaria la cinquena entrega de la sèrie N des de l'eixida del Honda N-BOX al novembre de 2011. L'N-VAN és el primer vehicle comercial de la sèrie N. A més, és el successor directe dels Honda Acty, Honda Vamos i Vamos Hobio que fins l'eixida del N-VAN encara es comercialitzaven.
A diferència de l'Acty, desenvolupada sobre la base d'una camioneta kei, l'N-VAN va prendre un estil "monovolum" i una plataforma de motor i tracció al davant (FF) heretada de la segona generació del Honda N-BOX. Com a resultat, l'espai de càrrega del N-VAN s'ha vist sensiblement reduït en comparació amb el de l'Acty, el qual al tindre el motor al mig del xassís, no perdia l'espai davanter destinat al capó com a altres cotxes. Per primera vegada en un vehicle kei comercial, l'N-VAN va adoptar una estructura sense pilars, que eliminava el pilar central entre les dues portes per a així afavorir la practicitat i facilitat de càrrega. A més, similar a l'N-BOX, la disposició del tan de combustible es troba al centre, podent fer el pis de la part darrera més baix, donant així més espai de càrrega de dalt a baix que a l'Acty. I no només les cadires darreres, com és habitual, sinó també la cadira del co-pilot es pot abatre i amagar al pis, deixant aquest totalment pla i preparat per a la càrrega d'objectes.
El model equipa la motorització S07B, muntat per primera vegada a la segona generació del Honda N-BOX, però adaptat a les condicions de treball i càrrega d'un vehicle com l'N-VAN. El torque ha estat reduït per 4kw/1N·m en comparació amb l'N-BOX, tot i que les especificacions tècniques de la versió amb turbocompressor són les mateixes que a l'N-BOX. A més de la caixa CVT comuna als kei car Honda i que en el cas del N-VAN és la primera vegada que s'equipa en un vehicle comercial, el model també pot equipar una transmissió manual de sis velocitats millorada i basada en la del Honda S660.
En matèria de seguretat, el Honda N-VAN equipa de sèrie el sistema de suport a la conducció segura "Honda SENSING". També equipa de sèrie el sistema de frenada per a mitigació de col·lisions, el volant reductor d'accidents amb vianants, la funció de notificació de marxa dels vehicles precedents, la funció de reconeixement de senyals vials i la funció de supressió de pèrdua de control en terrenys fóra-asfalt. Els vehicles muntats amb CVT també equipen control de creuer adaptatiu, alerta d'exida del carril, etc. Les versions "N-VAN + STYLE" equipa de sèrie uns fars especials.